# Бејон (Њу Џерзи)
Бајон (енгл. Bayonne) град је у америчкој савезној држави Њу Џерзи. По попису становништва из 2010. у њему је живело 63.024 становника.

## Демографија
Према попису становништва из 2010. у граду је живело 63.024 становника, што је 1.182 (1,9%) становника више него 2000. године.
|                   | 2010.           | 2000.           |
| Укупно            | 63 024 (100,0%) | 61 842 (100,0%) |
| Белци             | 35 821 (56,84%) | 43 217 (69,88%) |
| Хиспаноамериканци | 16 251 (25,79%) | 11 015 (17,81%) |
| Афроамериканци    | 5 584 (8,860%)  | 3 416 (5,524%)  |
| Азијати           | 4 861 (7,713%)  | 2 562 (4,143%)  |
| Остали            | 507 (0,804%)    | 1 632 (2,639%)  |

## Партнерски градови
- Бајон